# La donna del lago
La donna del lago (Die Dame vom See) ist eine Opera seria (Originalbezeichnung: „melodramma“) in zwei Akten von Gioachino Rossini. Das Libretto verfasste Andrea Leone Tottola nach dem 1810 erschienenen Versepos The Lady of the Lake von Walter Scott. Die Uraufführung erfolgte am 24. September oder 24. Oktober 1819 im Teatro San Carlo in Neapel.

## Inhalt

### Erster Akt
Der von dichten Wäldern bedeckte Berg Ben Ledi; zu seinen Füßen ein weites Tal, in dessen Mitte der Loch Katrine mit einer Holzbrücke
Szenen 1–3. Im Morgengrauen gehen Schäfer und Jäger am Ufer des Loch Katrine ihren gewohnten Tätigkeiten nach (Chor: „Del dì la messaggera“). Elena überquert den See und singt von ihrer Sehnsucht nach ihrer wahren Liebe, Malcolm (Cavatine: „Oh mattutini albori!“). Am Rande des Sees trifft Elena König Giacomo, der sich – in der Hoffnung, der schönen Elena zu begegnen – als Uberto verkleidet hat. Elena hält ihn für einen verirrten Jäger und bietet ihm Hilfe an. Giacomo ist einverstanden, und die beiden machen sich auf den Weg zu der Wohnung, in der sie mit ihrem verbannten Vater, dem einstigen Lord di Bothwel, Zuflucht gefunden hat (Duettino: „Scendi nel piccol legno“). Gleichzeitig sind die Männer in seinem Gefolge auf der Suche nach dem verkleideten König (Chor: „Uberto! Ah! dove t’ascondi?“).
Herberge von Douglas mit den Wappen seiner Vorfahren
Szenen 4–8. Nach der Ankunft in Elenas Vaterhaus bemerkt der König die Wappen ihrer Familie und erfährt, dass Elenas Vater Douglas d’Angus ist, sein ehemaliger Lehrer, der sich inzwischen jedoch gegen ihn verschworen hat. Elenas Freunde kommen, um ihre Verlobung zu besingen, die ihr Vater mit Rodrigo, dem Anführer eines Schottenstammes, den Hochländern, arrangiert hat (Chor: „D’Inibaca, donzella“). Uberto/Giacomo wird eifersüchtig (Duett: „Sei già sposa?“). Er entscheidet, dass Elena sich nicht mit Rodrigo verbinden soll („Le mie barbare vicende“) und lässt Elena und die ihren wissen, welche Aussichten er selbst ihnen offeriert („Cielo! in qual estasi“). Malcolm, der entschieden hat, sich den Hochländern anzuschließen, erscheint. Als er allein ist, singt er über seine Erinnerungen an Elena („Mura felici“ – „Elena! oh tu, ch’io chiamo“). Ungesehen belauscht Malcolm dann Elena, wie sie mit ihrem Vater über die bevorstehende Hochzeit mit Rodrigo sprechen. Douglas fordert seine Tochter erneut auf, der Eheschließung zuzustimmen (Arie: „Taci, lo voglio, e basti“). Nachdem Douglas abgetreten ist, versichern Malcolm und Elena einander ihre unsterbliche Hingabe (Duettino: „Vivere io non potrò“).
Weite Ebene, umgeben von hohen Bergen; in der Ferne ein anderer Teil des Sees
Szenen 9–10. Die Krieger der Hochländer begrüßen ihren Anführer Rodrigo (Chor: „Qual rapido torrente“). Rodrigo wünscht, seine zukünftige Braut zu sehen (Cavatine: „Eccomi a voi, miei prodi“). Sie kommt mit ihrem Vater. Douglas erinnert Elena an ihre Tochterpflichten und Rodrigo erklärt ihr seine Liebe. Malcolm kommt dazu und Rodrigo stellt ihm Elena als seine künftige Braut vor, mit der er sich verbinden will. Trotz Elenas Bemühungen, ihre Gefühle zu verbergen, bemerken sowohl Rodrigo als auch Douglas die Verbindung zwischen Malcolm und Elena. Serano berichtet von einem drohenden Angriff der Truppen des Königs. Rodrigo, Malcolm und die Krieger der Hochländer bereiten sich vor, den Kampf aufzunehmen („Su … amici! Guerrieri!“).

### Zweiter Akt
Dichtes Gehölz; auf einer Seite eine Grotte
Szenen 1–2. Uberto/Giacomo ist in der Hoffnung gekommen, Elena zu finden, und sie vor den drohenden Schlachten zu bewahren (Cavatine: „Oh fiamma soave“). Inzwischen bittet Elena Serano, ihren Vater zu suchen, bevor er in den Kampf zieht. Uberto/Giacomo nähert sich Elena und erklärt ihr seine Liebe. Sie bekennt, dass sie einen anderen liebt (Duett: „Alla ragion deh rieda“). Dennoch gibt Uberto Elena einen Ring und behauptet, er habe ihn vom König erhalten. Der Ring werde ihr in Zeiten der Gefahr helfen, vom König Hilfe zu erhalten. Uberto/Giacomo schickt sich an, fortzugehen, doch Rodrigo hat das vorherige Gespräch mit seiner Braut belauscht. Überwältigt von Wut und Eifersucht, befiehlt Rodrigo seinen Männern, diesen Fremden zu töten. Elena fleht Rodrigo Männer an, Uberto zu verschonen und es kommt dann nur zum Zweikampf zwischen Rodrigo und Uberto. Die beiden Männer lassen voneinander ab, doch Elena versucht vergeblich, die Situation zu befrieden (Terzett: „Io son la misera“).
Grotte
Szene 3. In einer Pause der Schlacht versucht Malcolm, Elena zu finden. Serano sagt ihm, dass sie zu ihrem Vater in den Palast des Königs unterwegs ist. Rodrigo wurde getötet und die Hochländer stehen vor der sicheren Niederlage. Malcolm erscheint im Palast, entschlossen, Elena aus der Gefahr zu retten, auch wenn das für ihn selbst gefährlich ist (Arie: „Ah si pera: ormai la morte“).
Zimmer im Palast von Stirling
Szenen 4–6. Im Palast bittet Douglas seinen ehemaligen Schüler König Giacomo um Vergebung, aber der König weigert sich. Inzwischen hat Elena Einlass in den Palast gefunden und zeigt den Ring von Uberto vor. Sie hofft, das Leben ihres Vaters, Malcolm und sogar Rodrigo, von dessen Tod noch nichts bekannt ist, zu retten. Im nächsten Raum hört sie Ubertos Stimme, der von seiner Liebe zu ihr („Aurora! ah sorgerai“) singt. Elena ist begeistert und gewinnt die Überzeugung, dass Uberto ihr helfen wird, mit dem König sprechen zu dürfen.
Szene 7. Am Königshof wird der König beim Betreten seines Thronsaals begrüßt (Chor: „Impogna il re“). Als Elena versucht, sich ihm zu nähern, erkennt sie, dass Uberto und König Giacomo dieselbe Person ist. Giacomo lässt sich erweichen und beschließt wegen seiner Zuneigung für Elena, sowohl Douglas als auch Malcolm zu vergeben. Elena freut sich, ihre Liebe zum Vater und ihre wahre Liebe zu Malcolm nie verdrängt zu haben, während alle anderen sich darüber freuen, dass der Frieden wiederhergestellt wurde (Rondò: „Tanti affetti in un momento“).

## Gestaltung

### Instrumentation
Die Orchesterbesetzung der Oper enthält die folgenden Instrumente:
- Zwei Flöten/Piccoloflöte, zwei Oboen, zwei Klarinetten, zwei Fagotte
- Vier Hörner, zwei Trompeten, drei Posaunen
- Pauken, Große Trommel, Becken, Triangel
- Harfe
- Streicher
- Auf der Bühne: sechs Hörner, Banda mit Trompeten

### Musiknummern
Die Oper enthält die folgenden Musiknummern:
Erster Akt
- Nr. 1. Introduktion (Chor, Elena, Uberto): „Del dì la messaggera“ (Szene 1)
  - Cavatine (Elena): „Oh mattutini albori“ (Szene 2)
  - Duettino (Elena, Uberto): „Scendi nel piccol legno“ (Szene 2)
  - Chor: „Uberto! Ah! dove t’ascondi?“ (Szene 3)
- Nr. 2. Chor: „D’Inibaca, donzella“ (Szene 6)
  - Duett (Uberto, Elena): „Sei già sposa?“ (Szene 6)
- Nr. 3. Rezitativ: „Mura felici“ (Szene 7)
  - Cavatine (Malcolm): „Elena! oh tu, ch’io chiamo“ – „Oh quante lacrime“ (Szene 7)
- Nr. 4. Arie (Douglas): „Taci, lo voglio, e basti“ (Szene 8)
- Nr. 5. Duettino (Elena, Malcolm): „Vivere io non potrò“ (Szene 8)
- Nr. 6. Chor: „Qual rapido torrente“ (Szene 9)
  - Cavatine (Rodrigo): „Eccomi a voi, miei prodi“ (Szene 9)
- Nr. 7. Chor und Finale I (Chor, Rodrigo, Elena, Douglas, Malcolm, Albina, Serano): „Vieni, o stella – che lucida e bella“ (Szene 10)
  - Terzett (Rodrigo, Douglas, Elena): „Quanto a quest’alma amante“ (Szene 10)
  - Chor: „Già un raggio forier“ (Szene 10)

Zweiter Akt
- Nr. 8. Cavatine (Uberto): „Oh fiamma soave“ (Szene 1)
- Nr. 9. Duett (Elena, Uberto): „Alla ragion deh rieda“ (Szene 1)
  - Terzett (Elena, Uberto, Rodrigo, Chor): „Io son la misera“ (Szene 2)
- Nr. 10. Arie (Malcolm, Chor): „Ah si pera: ormai la morte“ (Szene 3)
- Nr. 11. Canzonetta (Uberto): „Aurora! ah sorgerai“ (Szene 5)
- Nr. 12. Chor: „Imponga il re“ (Szene 7)
- Nr. 13. Rondò und Finale II (Elena, Chor) „Tanti affetti in un momento“ – „Fra il padre e fra l’amante“ (Szene 7)

### Musik
Mit ihren Naturszenen nimmt die Oper Elemente von Rossinis Spätwerk Guillaume Tell (1829) vorweg.:97 Der Anfang orientiert sich eng an der Vorlage Scotts.:255 Anstelle einer Ouvertüre gibt es eine sechzehn Takte lange Orchestereinleitung, in der die Landschaft der schottischen Highlands suggeriert wird. Es folgt der Hirtenchor „Del dì la messaggera“, zu dem im Hintergrund Hörner und Jagdgeräusche erklingen.:95:255 Anschließend singt Elena ihre Cavatine „Oh mattutini albori“ – Richard Osborne zufolge eine der schlichtesten und lieblichsten Cavatinen Rossinis. Der eher statische zweite Akt fällt im Vergleich zum ersten qualitativ etwas ab. Der Musikkritiker Henry Chorley hielt ihn für wenig mehr als ein „Konzert im Kostüm“.:254
Weitere erwähnenswerte Musiknummern sind:
- Malcolms Auftritts-Szene mit der Andantino-Cavatine „Elena! oh tu, ch’io chiamo“ und der Allegro-Cabaletta „Oh quante lacrime“ (erster Akt, Szene 7) lässt Charles Osborne zufolge bereits an Bellini denken.[3]:96
- Das Terzett Rodrigo/Douglas/Elena „Quanto a quest’alma amante“ (erster Akt, Szene 10)
- Der Bardenchor „Già un raggio forier“ (erster Akt, Szene 10) erreichte eine besondere Bekanntheit und wurde „ein Liebling der Patrioten für die folgenden fünfzig Jahre“.[4]:258
- Die Cavatine des Uberto „Oh fiamma soave“ (zweiter Akt, Szene 1) – für Charles Osborne „a winning combination of flowing lyricism and agile coloratura“.[3]:96
- Das Allegro-Duett Elena/Uberto „Alla ragion deh rieda“ (zweiter Akt, Szene 1) erweitert sich bei der Ankunft Rodrigos zu einem Terzett.[3]:96 Richard Osborne bezeichnet diesen Abschnitt als „die zentrale Leistung des 2. Aktes“.[4]:258
- Das Schluss-Rondò „Tanti affetti in un momento“ (zweiter Akt, Szene 7) ist eher konventionell,[3]:96 aber voller brillanter Koloraturen.[4]:258f

## Werkgeschichte
Nach der gefeierten Premiere seiner Oper Eduardo e Cristina am 24. April 1819 in Venedig reiste Rossini nach Neapel, um für das dortige Teatro San Carlo seine nächste Oper zu komponieren. Dessen Intendant hatte ursprünglich für die folgende Spielzeit Gaspare Spontini engagieren wollen. Dieser war jedoch nicht verfügbar, und so sprang Rossini ein, wie aus einer Mitteilung des Impresarios Domenico Barbaja an den Leiter der Königlichen Theater vom 24. Juli 1819 hervorgeht.:416 Das Datum der Uraufführung wird in der Literatur unterschiedlich angegeben. Während Herbert Weinstock:115 und Charles Osborne:94 angeben, dass Rossini mit der Komposition pünktlich fertig wurde und die Oper wie geplant am 24. September 1819 aufgeführt werden konnte (dieses Datum nennen auch Wilhelm Keitel:276 und Corago), schreibt Sabine Henze-Döhring in Pipers Enzyklopädie des Musiktheaters von einem Monat Verzögerung:416 und nennt ebenso wie Richard Osborne:339 und Grove Music Online den 24. Oktober. Die Arie des Douglas „Taci, lo voglio“ (erster Akt, Szene 8) sowie fast alle Rezitative stammen von einem unbekannten Mitarbeiter.:418
La donna del lago ist die erste italienische Oper, die ein Werk von Walter Scott zur Vorlage hatte. Damit begründete sie eine Opernmode, während der bis zur Mitte des Jahrhunderts mehr als 25 weitere Werke entstanden.:94 Auf die Idee zu dem Stoff kam Rossini wohl durch ein Gespräch mit Désiré-Alexandre Batton, der sich 1819 als Rompreisträger ebenfalls in Neapel aufhielt. Batton berichtete dem Rossini-Biographen Giuseppe Radiciotti später, dass er sich mit Rossini über mögliche Vorlagen für ihre nächsten Kompositionen unterhalten hatte. Er habe dabei Scotts Dichtung The Lady of the Lake erwähnt, die er kurz zuvor gelesen hatte. Rossini habe ihn daraufhin gebeten, ihm das Buch zu leihen. Schon zwei Tage später habe Rossini zu ihm gesagt: „Vielen Dank, mein Freund! Ich las das ganze Gedicht, und es gefällt mir sehr. Ich werde es sogleich Tottola übergeben.“:114
Bei der Uraufführung im Teatro San Carlo in Neapel sangen Giovanni David (Giacomo V), Michele Benedetti (Douglas D’Angus), Andrea Nozzari (Rodrigo di Dhu), Isabella Colbran (Elena), Rosmunda Pisaroni (Malcolm Groeme), Maria Manzi (Albina), Gaetano Chizzola (Serano) und Massimo Orlandini (Bertram). Die Premiere war kein großer Erfolg, da das Publikum eher eine Komposition im Stile von Ricciardo e Zoraide erwartet hatte. Radiciotti zufolge sei es „von der ungewöhnlichen Üppigkeit des Orchester- und Chorklanges, von der Lautstärke der Trompeten auf der Bühne, von den lyrischen und dann wieder epischen und dramatischen kunstvollen Nummern“ wie betäubt gewesen und erholte sich erst beim altmodischen Schlussrondo der Colbran wieder.:115f Schon die zweite Aufführung, für die man die Anzahl der Trompeten halbierte, wurde besser aufgenommen, und von da an war die Oper sehr erfolgreich.

Sänger der Uraufführung von 1819
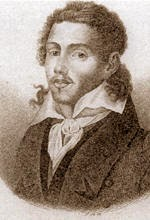
Giovanni David (Giacomo V)
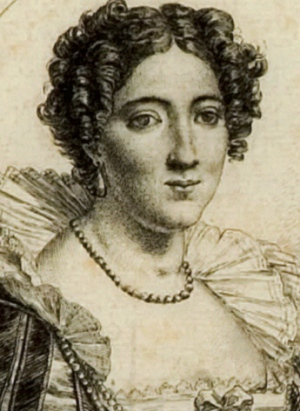
Isabella Colbran (Elena)
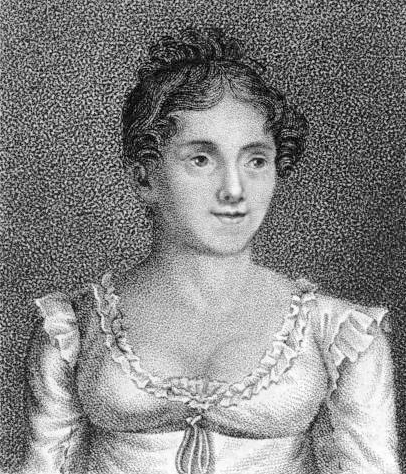
Rosmunda Pisaroni (Malcolm Groeme)

Neben vielen weiteren Aufführungen in italienischen Städten wurde die Oper u. a. 1821 in italienischer Sprache in Dresden und München gespielt, 1822 in Lissabon und in deutscher Sprache in Wien, am 18. Februar 1823 in London (italienisch), 1824 in Sankt Petersburg (deutsch) und am 7. September im Pariser Théâtre-Italien (italienisch, 1825 französisch), am 25. August 1829 in New York (französisch, 1833 italienisch) und 1831 in Berlin (deutsch).:433f

Kostüme der Aufführung im Théâtre-Italien, Paris 1824
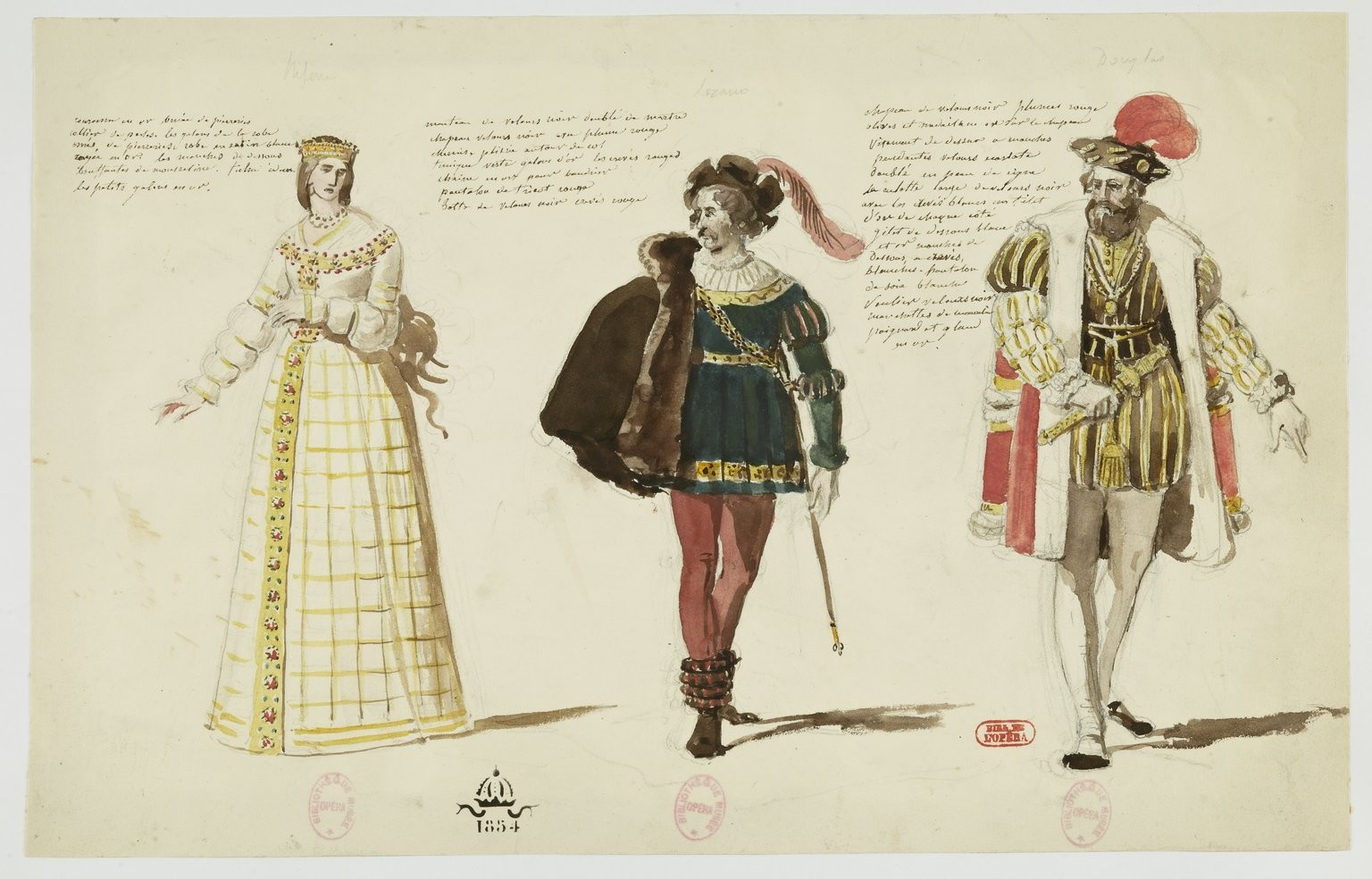
Elena, Serano, Douglas
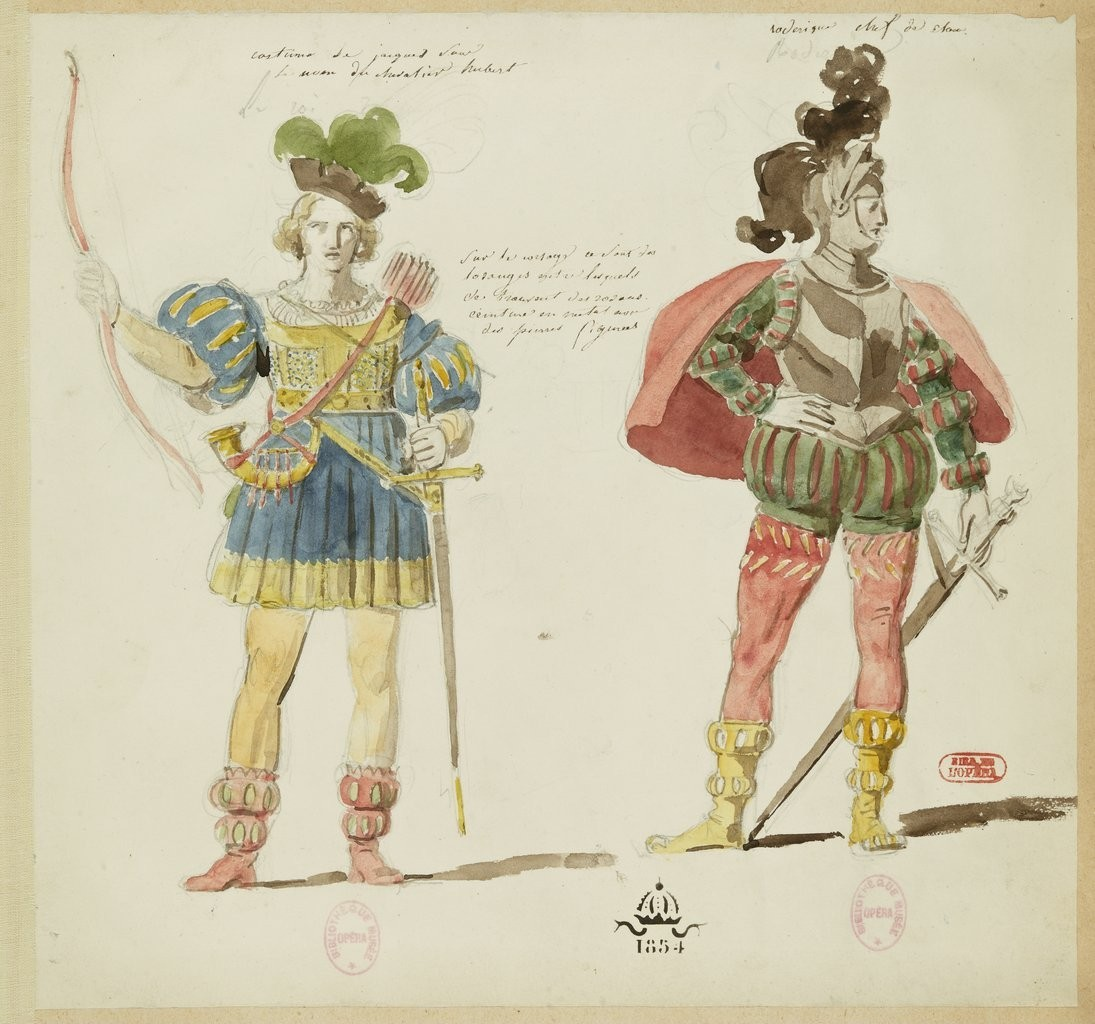
Giacomo V., Rodrigo
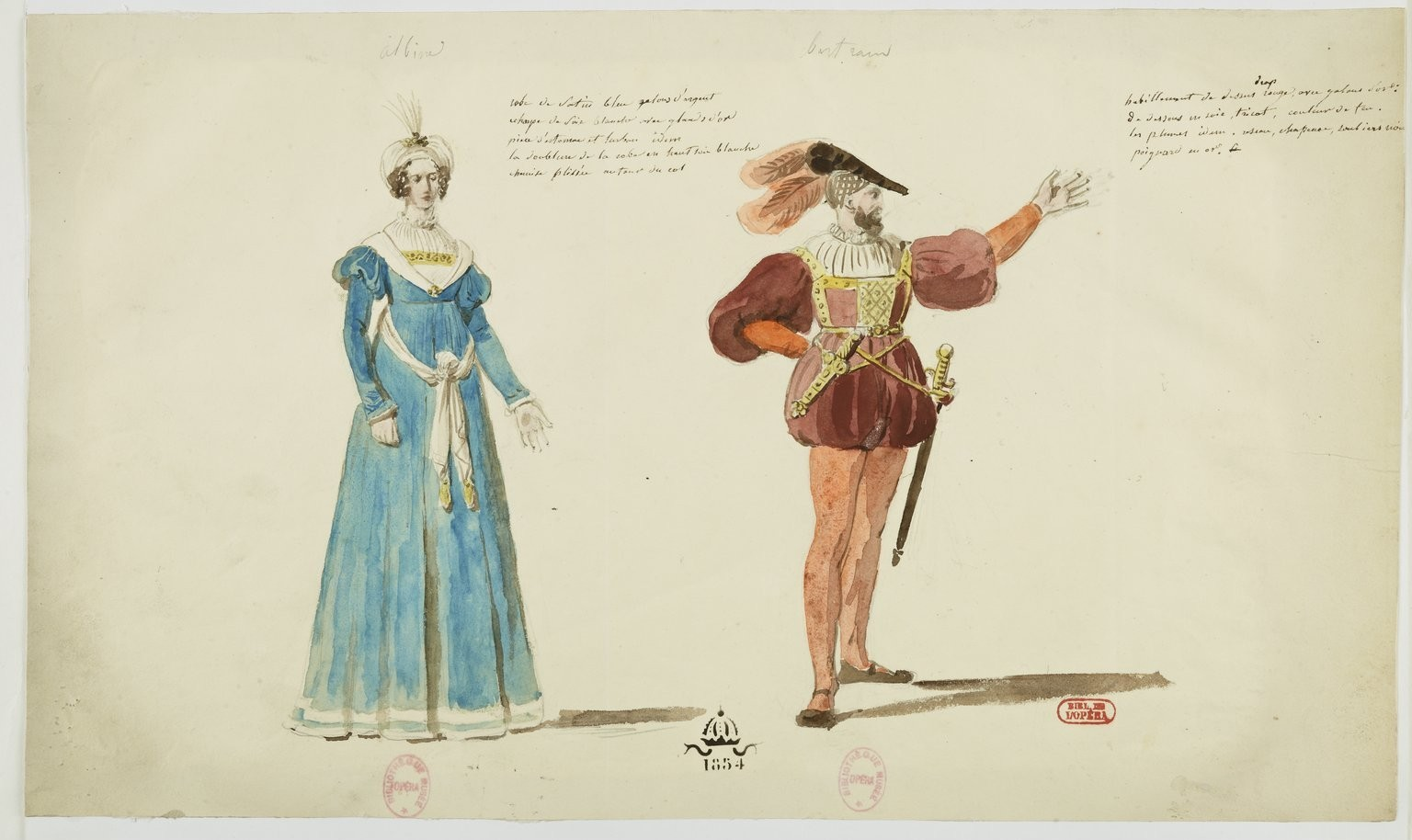
Albine, Bertram
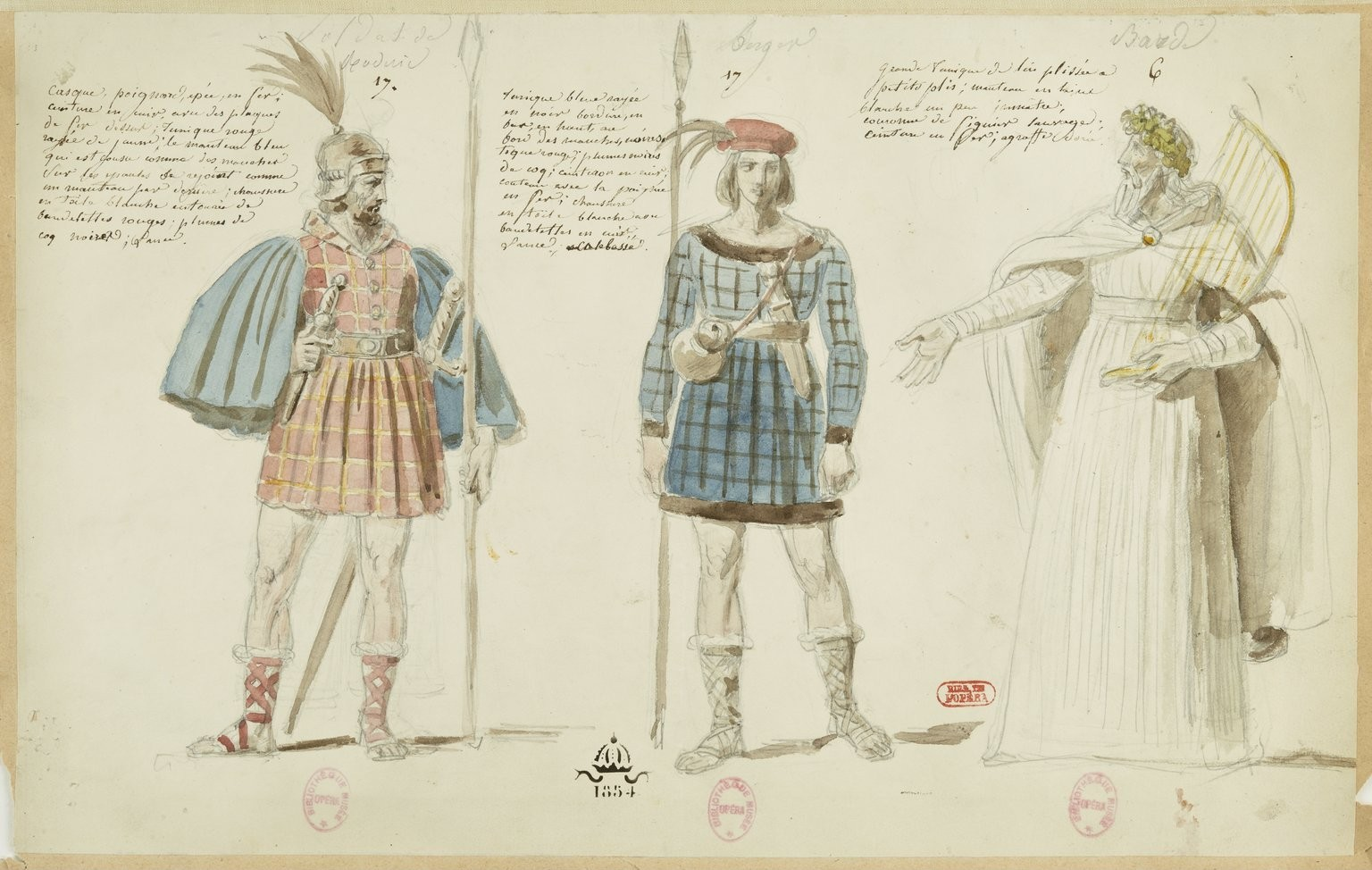
Soldat, Hirte, Barde

Wie damals üblich, wurde die Oper für spätere Aufführungen jeweils angepasst. So wurde einer Aufführung am römischen Teatro Argentina am 23. Januar 1823 im zweiten Akt das Duett „Nel rivederti, o caro“ von Filippo Celli gesungen, das in der Folgezeit häufig in die Oper integriert wurde.:116
Möglicherweise Rossini selbst ergänzte 1820 in Neapel im zweiten Akt Giacomos Arie „T’arrendi al mesto pianto“ aus Ermione. Auch diese wurde in mehreren Folgeinszenierungen in anderen Städten beibehalten.:419
Wenige Monate später nutzte Rossini Musik aus dem Finale in der letzten Szene von Bianca e Falliero.:260 1822 verwendete er in Venedig das Final-Rondò „Tanti affetti“, um den tragischen Schluss seiner Oper Maometto II durch ein glückliches Ende zu ersetzen.:271 Am 30. Dezember 1846 wurde an der Opéra in Paris das Pasticcio Robert Bruce aufgeführt, das ursprünglich als französische Fassung von La donna del lago konzipiert war und mit Erlaubnis Rossinis von Louis Niedermeyer aus dieser und anderen Opern Rossinis zusammengestellt wurde.
Nach 1860 verschwand La donna del lago von den Spielplänen. Die erste Wiederaufnahme gab es 1958 in Florenz. Anschließend kam es 1969 in London, 1981 in Houston, 1983 in Pesaro, 1992 an der Mailänder  Scala zu weiteren Aufführungen, ohne dass sich das Werk zunächst im Repertoire etablieren konnte.:419f 2007 präsentierte das englische Festival Garsington Opera das Werk. 2010 kam die Oper im Grand Théâtre de Genève in einer Inszenierung von Christof Loy mit Joyce DiDonato in der Titelrolle heraus; die Koproduktion wurde 2012 am Theater an der Wien in einer veränderten Version mit Malena Ernmans Debüt in der Titelrolle aufgegriffen. Nun häuften sich die Aufführungen: ebenfalls 2010 an der Pariser Opéra Garnier, 2011 erneut an der Scala, 2013 wieder am Royal Opera House in London, an der Santa Fe Opera und konzertant in Pesaro. Im Februar 2015 erfolgte eine Inszenierung von Paul Curran an der Metropolitan Opera in New York City, wiederum mit Joyce DiDonato.

## Aufnahmen
- 1958 (live aus Florenz): Tullio Serafin (Dirigent), Orchester und Chor des Maggio Musicale Fiorentino. Rosanna Carteri (Elena), Irene Companez (Malcolm Groeme), Cesare Valletti (Uberto/Giacomo V), Paolo Washington (Douglas d’Angus), Eddy Ruhl (Rodrigo di Dhu), Valiano Natali (Serano), Carmen Piccini (Albina). CLS ARPCL 32038 (3 LP).[13]:15740
- Mai 1969 (live vom Camden Festival London): Gerard Groves (Dirigent). Kiri Te Kanawa (Elena), Gillian Knight (Malcolm Groeme), Maurice Arthur (Uberto/Giacomo V), Robert Lloyd (Douglas d’Angus), John Serge (Rodrigo di Dhu), Terence O’Rowke (Serano), Keith Wright (Bertram), Linda Hutchinson (Albina). Operapassion CD9884.[14]
- 20. April 1970 (live, konzertant aus Turin, gekürzt): Piero Bellugi (Dirigent), Chor und Orchestra Sinfonica Nazionale della RAI Torino. Montserrat Caballé (Elena), Julia Hamari (Malcolm Groeme), Franco Bonisolli (Uberto/Giacomo V), Paolo Washington (Douglas d’Angus), Pietro Bottazzo (Rodrigo di Dhu), Gino Sinimberghi (Serano), Anna Maria Balboni (Albina). Melodram CD: 27074, MRF LP: MRF-58.[13]:15741
- 18. Oktober 1981 (live aus Houston): Claudio Scimone (Dirigent), Orchester und Chor der Houston Grand Opera. Frederica von Stade (Elena), Marilyn Horne (Malcolm Groeme), Rockwell Blake (Uberto/Giacomo V), Nicola Zaccaria (Douglas d’Angus), Dano Raffanti (Rodrigo di Dhu), Bruce Ford (Serano und Bertram), Susanne Mentzer (Albina). Voce 64 (3 LP).[13]:15743 f
- August 1983 (gekürzt): Maurizio Pollini (Dirigent), Chamber Orchestra of Europe, Prager Philharmonischer Chor. Katia Ricciarelli (Elena), Lucia Valentini Terrani (Malcolm Groeme), Dalmacio Gonzalez (Uberto/Giacomo V), Samuel Ramey (Douglas d’Angus), Dano Raffanti (Rodrigo di Dhu), Oslavio di Credico (Serano), Cecilia Valdenassi (Albina). CBS CD: M2K 39311 (2 CD).[13]:15745
- 17. Januar 1984 (live aus Genua): Alberto Zedda (Dirigent), Orchester und Chor des Teatro Carlo Felice. Anna Caterina Antonacci (Elena), Hadar Halevy (Malcolm Groeme), Juan Diego Flórez (Uberto/Giacomo V), Simone Alberghini (Douglas d’Angus), Robert McPherson (Rodrigo di Dhu), Cataldo Caputo (Serano und Bertram), Lilia Gamberini (Albina). Celestial Audio CA 426 (2 CD).[13]:15746
- 2. März 1986 (live aus dem Théâtre du Châtelet Paris): Henry Lewis (Dirigent), Nouvel Orchestre Philharmonique de Radio France. Lella Cuberli (Elena), Lucia Valentini Terrani (Malcolm Groeme), Rockwell Blake (Uberto/Giacomo V), Harry Dworchak (Douglas d’Angus), Chris Merritt (Rodrigo di Dhu). Premiere Opera Ltd. CDNO 6463 (3 CD).[13]:15747
- 2. Januar 1990 (Video, live aus Parma): Arnold Östman (Dirigent), Orchestra Sinfonica dell’Emilia-Romagna „Arturo Toscanini“, Chor des Teatro Regio di Parma. Cecilia Gasdia (Elena), Kathleen Kuhlmann (Malcolm Groeme), Rockwell Blake (Uberto/Giacomo V), Boris Martinovitch (Douglas d’Angus), Luca Canonici (Rodrigo di Dhu), Bruno Bulgarelli (Serano), Marilena Laurenza (Albina). House of Opera DVDCC 452 (1 DVD), Charles Handelman – Live Opera 09102 (1 VC).[13]:15748
- 28. Mai 1992 (live, konzertant aus Amsterdam): Arnold Östman (Dirigent). Anna Caterina Antonacci (Elena), Kathleen Kuhlmann (Malcolm Groeme), Raul Giménez (Uberto/Giacomo V), Kristin Sigmundson (Douglas d’Angus), Ramón Vargas (Rodrigo di Dhu).[13]:15749
- 1992 (Video, live aus Mailand): Riccardo Muti (Dirigent), Orchester und Chor des Teatro alla Scala. June Anderson (Elena), Martine Dupuy (Malcolm Groeme), Rockwell Blake (Uberto/Giacomo V), Giorgio Surjan (Douglas d’Angus), Chris Merritt (Rodrigo di Dhu), Ernesto Gavazzi (Serano), Marilena Laurenza (Albina). RAI VI: VRF 2159, Philips CD: 438 211 2, BBC Opus Arte LS 3009 D (1 DVD).[13]:15750
- 12. August 2001 (live aus Pesaro): Daniele Gatti (Dirigent), Orchester der Teatro Comunale di Bologna, Prager Kammerchor. Mariella Devia (Elena), Daniela Barcellona (Malcolm Groeme), Juan Diego Flórez (Uberto/Giacomo V), Simone Alberghini (Douglas d’Angus), Charles Workman (Rodrigo di Dhu), Gregory Bonfatti (Serano und Bertram), Maria Luce Menichetti (Albina). House of Opera CDBB 541 (2 CD).[13]:15751
- 23. Juli 2002 (live, konzertant aus Montpellier, Rezitative leicht gekürzt): Riccardo Frizza (Dirigent), Orchestre Philharmonique de Montpellier Languedoc-Roussillon, Latvian Radio Chorus Vilnius. Brigitte Hahn (Elena), Daniela Barcellona (Malcolm Groeme), Juan Diego Flórez (Uberto/Giacomo V), Nicola Ulivieri (Douglas d’Angus), Gregory Kunde (Rodrigo di Dhu), Franck Bard (Serano und Bertram), Carine Dessay (Albina). Premiere Opera Ltd. CDNO 6103 (2 CD).[13]:15752
- 27. August 2002 (live, konzertant aus Salzburg): Marcello Viotti (Dirigent), Mozarteumorchester Salzburg, Konzertvereinigung Wiener Staatsopernchor. Ruth Ann Swenson (Elena), Daniela Barcellona (Malcolm Groeme), Juan Diego Flórez (Uberto/Giacomo V), Luca Pisaroni (Douglas d’Angus), Bruce Fowler (Rodrigo di Dhu), Steve Davislim (Serano und Bertram), Britta Stallmeister (Albina). Premiere Opera 854-3 (3 CD).[13]:15753
- 1. März 2003 (Video, live aus Liège, kritische Edition von H. Colin Slim, Rezitative gekürzt): Claire Servais (Inszenierung), Alberto Zedda (Dirigent), Orchester und Chor der Opéra Royal de Wallonie. Iano Tamar (Elena), Daniela Barcellona (Malcolm Groeme), Rockwell Blake (Uberto/Giacomo V), Léonard Graus (Douglas d’Angus), Bruce Fowler (Rodrigo di Dhu), Patrick Delcour (Serano und Bertram), Emilienne Coquaz (Albina). Premiere Opera DVD 5987 (1 DVD).[13]:15754
- 19. Mai 2003 (live, konzertant aus der Carnegie Hall New York): Eve Queler (Dirigent), Opera Orchestra of New York. Ruth Ann Swenson (Elena), Stephanie Blythe (Malcolm Groeme), Mario Zeffiri (Uberto/Giacomo V), Jason Grant (Douglas d’Angus), Bruce Fowler (Rodrigo di Dhu). Premiere Opera Ltd. CDOO 1536-3 (3 CD).[13]:15755
- 16. Januar 2004 (live aus Genua): Alberto Zedda (Dirigent), Orchester und Chor des Teatro Carlo Felice. Anna Caterina Antonacci (Elena), Hadar Halevy (Malcolm Groeme), Juan Diego Flórez (Uberto/Giacomo V), Simone Alberghini (Douglas d’Angus), Robert McPherson (Rodrigo di Dhu), Caputo Cataldo (Serano und Bertram), Lillia Gamberini (Albina).[13]:15757
- 1. September 2004 (live aus San Sebastián): Riccardo Frizza (Dirigent), Orquesta Pablo Sarasate, Orfeón Pamplonés. Darina Takova (Elena), Daniela Barcellona (Malcolm Groeme), Juan Diego Flórez (Uberto/Giacomo V), Simón Orfila (Douglas d’Angus), Gregory Kunde (Rodrigo di Dhu), Alex Laskurian (Serano und Bertram), Maite Itoiz (Albina).[13]:15756
- 1. März 2005 (live aus Lissabon): Riccardo Frizza (Dirigent), Orchestra Sinfónica Portuguesa, Coro del Teatro Nacional de Sao Carlos Lisboa. Laura Polverelli (Elena), Silvia Tro Santafé (Malcolm Groeme), Rockwell Blake (Uberto/Giacomo V), Simón Orfila (Douglas d’Angus), Robert McPherson (Rodrigo di Dhu), Mária Joao Alves (Serano und Bertram), Elvira Ferreira (Albina).[13]:15758
- August 2006 (live, konzertant aus Edinburgh): Maurizio Benini (Dirigent), Orchester und Chor des Edinburgh Festival. Carmen Giannattasio (Elena), Patricia Bardon (Malcolm Groeme), Kenneth Tarver (Uberto/Giacomo V), Robert Gleadow (Douglas d’Angus), Gregory Kunde (Rodrigo di Dhu), Mark Wilde (Serano und Bertram), Francesca Sassu (Albina). Opera Rara ORC 34 (3 CD).[13]:15759
- Oktober/November 2006 (live, konzertant vom Festival Rossini in Wildbad): Alberto Zedda (Dirigent), SWR Rundfunkorchester Kaiserslautern, Tübingen Festival Band, Prager Kammerchor. Sonja Ganassi (Elena), Marianna Pizzolato (Malcolm Groeme), Maxim Mironov (Uberto/Giacomo V), Wojtek Gierlach (Douglas d’Angus), Ferdinand von Bothmer (Rodrigo di Dhu), Stefan Cifolelli (Serano und Bertram), Olga Peretyatko (Albina). NAXOS 8.660235-36 (2 CD).[15]
- 2018 (Video, live aus Lausanne): Max Emanuel Cenčić (Inszenierung), Bruno de Lavenère (Bühne und Kostüme), David Debrinay (Licht), Etienne Guiol (Video), George Petrou (Dirigent), Orchestre de Chambre de Lausanne, Chœur de l’Opéra de Lausanne. Lena Belkina (Elena), Max Emanuel Cenčić (Malcolm Groeme), Daniel Behle (Uberto/Giacomo V), Daniel Golossov (Douglas d’Angus), Juan Francisco Gatell (Rodrigo di Dhu), Tristan Blanchet (Serano), Aurélien Reymond-Moret (Bertram), Delphine Gillot (Albina). Videostream auf Arte Concert.[16]